# Duitsland op het Eurovisiesongfestival 1999
Duitsland deed mee aan het Eurovisiesongfestival 1999 in Jeruzalem. Het was de 43ste deelname van het land op het Eurovisiesongfestival.

## Selectieprocedure
Net zoals het voorbije jaar koos men ook deze keer weer voor een nationale finale.
Deze werd gehouden op 12 maart 1999 in Stadthalle Bremen en werd gepresenteerd door Axel Bulthaupt en Sandra Studer.
Tien artiesten namen deel aan deze finale en de winnaar werd bepaald door televoting.

| Volgorde | Lied                                   | Artiest               | Punten | Plaats |
| 1        | Das tut unheimlich weh                 | Jeanette Biedermann   | 12.2%  | 4      |
| 2        | Lover boy                              | Carol Bee             | -      | 7      |
| 3        | Ein bißchen Sonne, ein bißchen Regen   | Patrick Lindner       | -      | 6      |
| 4        | Ich habe meine Tage                    | Megasüß               | -      | 8      |
| 5        | Reise nach Jerusalem - Kudüs'e Seyahat | Sürpriz               | 16.2%  | 2      |
| 6        | Heaven                                 | Elvin                 | -      | 9      |
| 7        | Hör den Kindern einfach zu             | Corinna May           | 32.6%  | 1 (DQ) |
| 8        | Itsy Bitsy Spider                      | Naima                 | -      | 11     |
| 9        | Bye bye bar                            | Michael von der Heide | -      | 5      |
| 10       | Lost in love                           | Wind                  | -      | 10     |
| 11       | Together we're strong                  | Cathrin               | 15.9%  | 3      |

## In Jeruzalem
In de finale van het Eurovisiesongfestival 1999 moest Duitsland optreden als 21ste, net na Malta en voor Bosnië-Herzegovina. Op het einde van de stemming bleek dat ze op een 3de plaats geëindigd waren met 140 punten.
Men ontving 5 keer het maximum van de punten.
Nederland en België hadden respectievelijk 12 en 10 punten over voor deze inzending.

### Gekregen punten
| 12 punten                                         | 10 punten                                     | 8 punten                      | 7 punten           | 6 punten              |
| ------------------------------------------------- | --------------------------------------------- | ----------------------------- | ------------------ | --------------------- |
| - Israël - Nederland - Polen - Portugal - Turkije | - België - Bosnië en Herzegovina - Oostenrijk | - Frankrijk                   | - Estland - Spanje | - Slovenië            |
| 5 punten                                          | 4 punten                                      | 3 punten                      | 2 punten           | 1 punt                |
| - Denemarken - IJsland                            |                                               | - Kroatië - Malta - Noorwegen | - Zweden           | - Verenigd Koninkrijk |

### Gegeven punten
Punten gegeven in de finale:
| 12 punten | Turkije               |
| 10 punten | Kroatië               |
| 8 punten  | Bosnië en Herzegovina |
| 7 punten  | Israël                |
| 6 punten  | Estland               |
| 5 punten  | Oostenrijk            |
| 4 punten  | Polen                 |
| 3 punten  | IJsland               |
| 2 punten  | Zweden                |
| 1 punt    | Malta                 |

1956 · 1957 · 1958 · 1959 · 1960 · 1961 · 1962 · 1963 · 1964 · 1965 · 1966 · 1967 · 1968 · 1969 · 1970 · 1971 · 1972 · 1973 · 1974 · 1975 · 1976 · 1977 · 1978 · 1979 · 1980 · 1981 · 1982 · 1983 · 1984 · 1985 · 1986 · 1987 · 1988 · 1989 · 1990 · 1991 · 1992 · 1993 · 1994 · 1995 · 1996 · 1997 · 1998 · 1999 · 2000 · 2001 · 2002 · 2003 · 2004 · 2005 · 2006 · 2007 · 2008 · 2009 · 2010 · 2011 · 2012 · 2013 · 2014 · 2015 · 2016 · 2017 · 2018 · 2019 · 2020 · 2021 · 2022 · 2023 · 2024 · 2025